# Rhytidiastrum japonicum
Rhytidiastrum japonicum là một loài Rêu trong họ Hylocomiaceae. Loài này được (Reimers) Ignatov & Ignatova mô tả khoa học đầu tiên năm 2004.